# Palácio do Grilo
Il Palácio do Grilo, noto anche come Palazzo dei Duchi di Lafões (in portoghese Palácio dos Duques de Lafões), è un complesso architettonico settecentesco situato a Lisbona, dal 2011 classificato come monumento di interesse pubblico.
La struttura si trova nella freguesia di Beato, all'angolo tra Rua do Grilo e Calçada do Duque de Lafões. È caratterizzata da uno stile neoclassico, con presenza di elementi barocchi. La sua costruzione è strettamente legata a varie vicende storiche, che ne hanno inevitabilmente influenzato l'aspetto.

## Storia

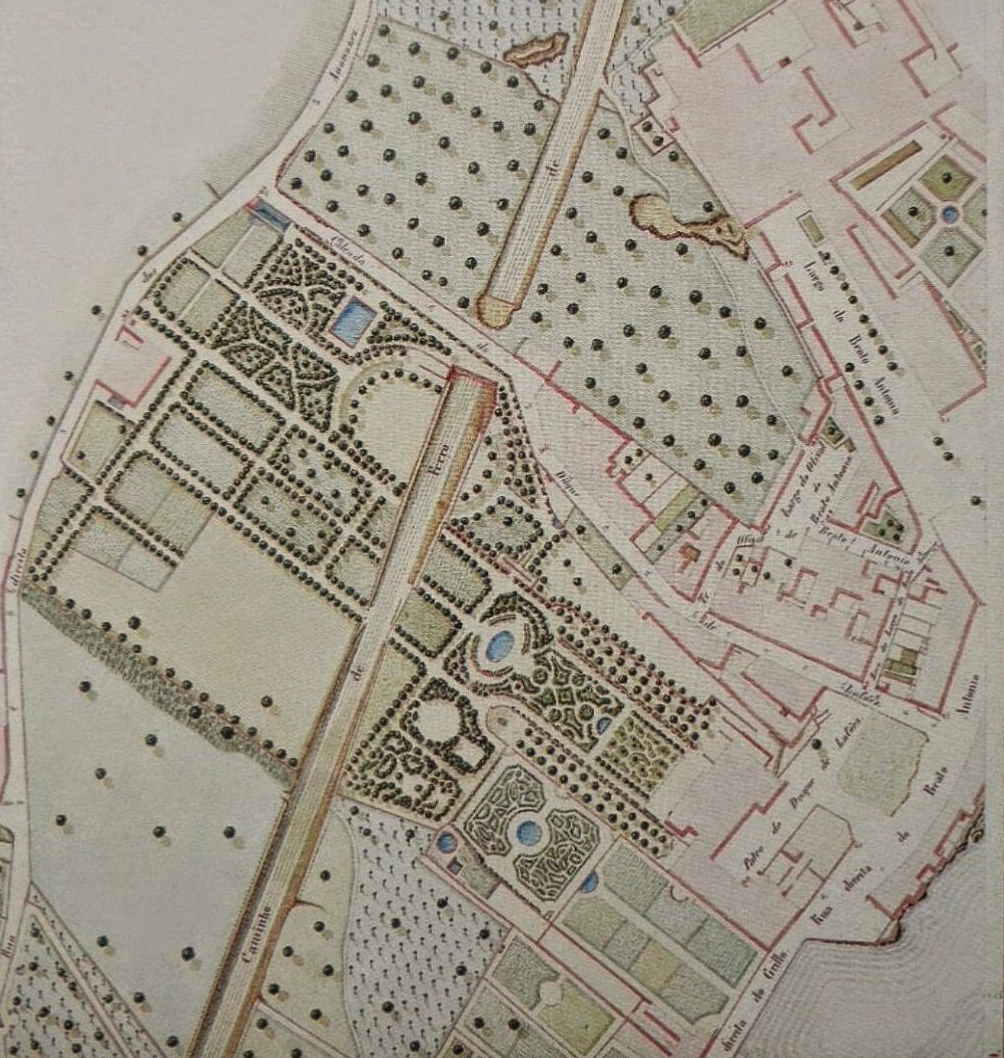
Foglio della mappa topografica di Lisbona di Filipe Folque, 1856-1858.

Il Palácio do Grilo venne edificato su una struttura preesistente (della quale si ignora la data di costruzione) situata in una tenuta agricola: la Quinta do Grilo, appartenente a D. António de Mascarenhas. La Quinta do Grilo aveva un'estensione notevole ed occupava un'area collinare che costeggiava la strada oggi conosciuta con il nome di Calçada do Duque de Lafões.

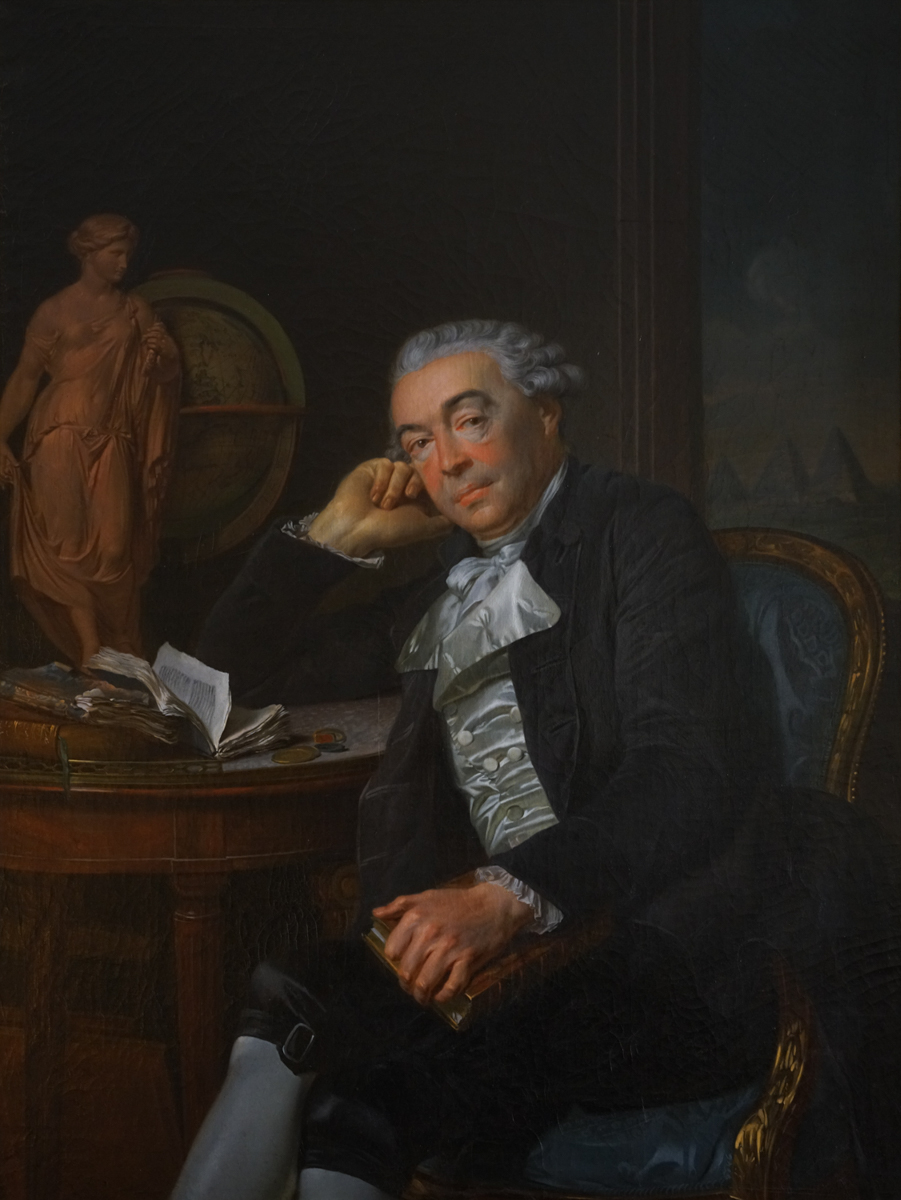
João Carlos de Bragança, II duca di Lafões (1719-1806). Importante personaggio politico tra la seconda metà del XVIII secolo e i primi anni del XIX secolo, continuò la costruzione del palazzo dopo la morte del fratello maggiore.

Nel 1760, alcuni anni dopo il devastante terremoto di Lisbona del 1º novembre 1755, Pedro Henrique de Bragança, I duca di Lafões (1718-1761), rifiutò di illuminare a festa la sua residenza in occasione del matrimonio tra l'infante D. Pietro III del Portogallo e la figlia maggiore del re, la futura regina Maria I del Portogallo, principessa del Brasile. Questo per via del fatto che il Duca di Lafões era stato uno dei due candidati alla mano della principessa e aveva avanzato egli stesso pretese al trono portoghese come re consorte. Pochi anni prima vi era stato un ulteriore attrito tra Don Pedro e lo zio, il re Giovanni V del Portogallo, causato dalla relazione che Don Pedro Henrique aveva intrattenuta con l'amante dello zio, Luísa Clara de Portugal.
La costruzione del Palácio do Grilo fu diretta dal Duca di Lafões dopo il grave terremoto di Lisbona del 1755 e, dopo la sua morte prematura, avvenuta nel 1761, fu proseguita dal fratello minore João Carlos de Bragança, II duca di Lafões (1719-1806), noto per essere stato tra i fondatori dell'Accademia delle scienze di Lisbona.

## Architettura
Le strutture che costituiscono l'attuale complesso architettonico del Palácio do Grilo risultano essere l'insieme di vari interventi effettuati nel corso di diversi periodi. Il progetto di partenza è attribuito a Eugénio dos Santos.

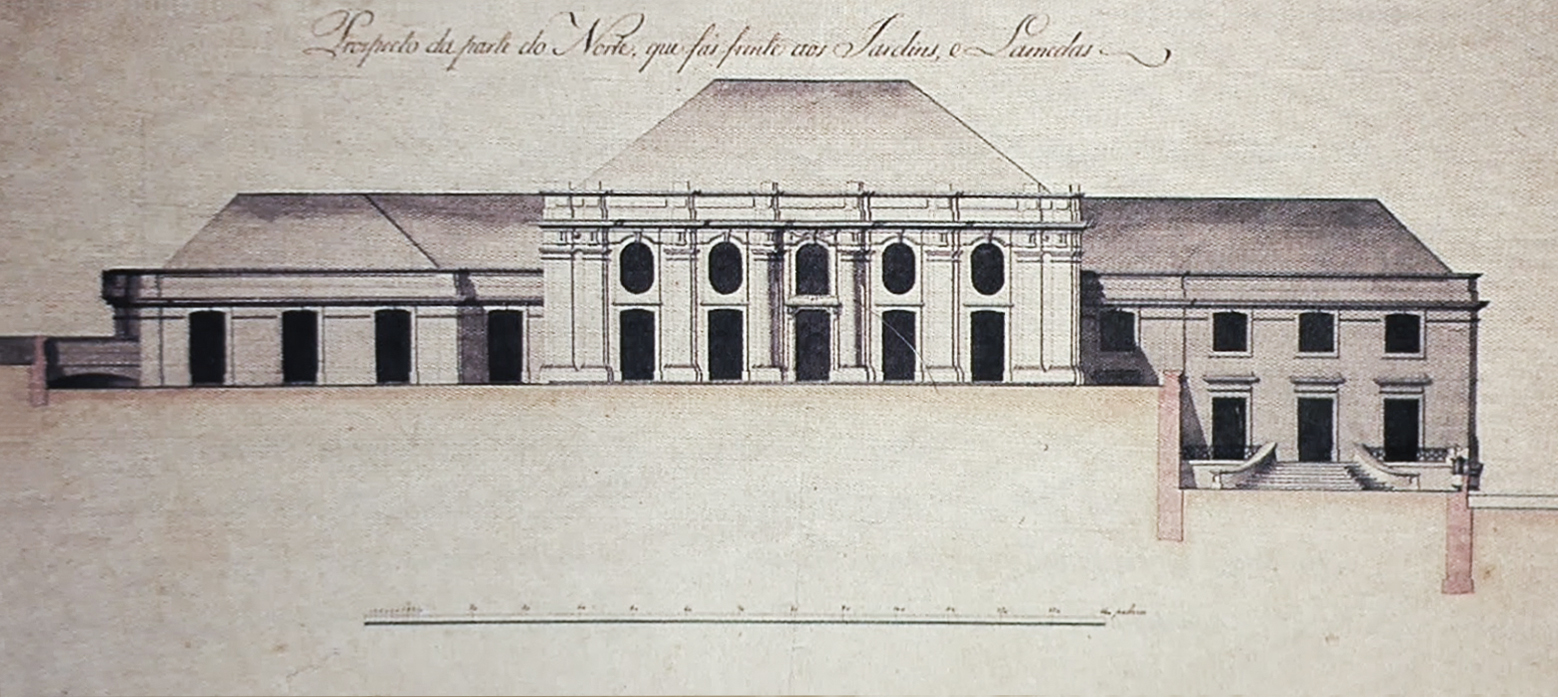
Piano del progetto di Eugénio dos Santos

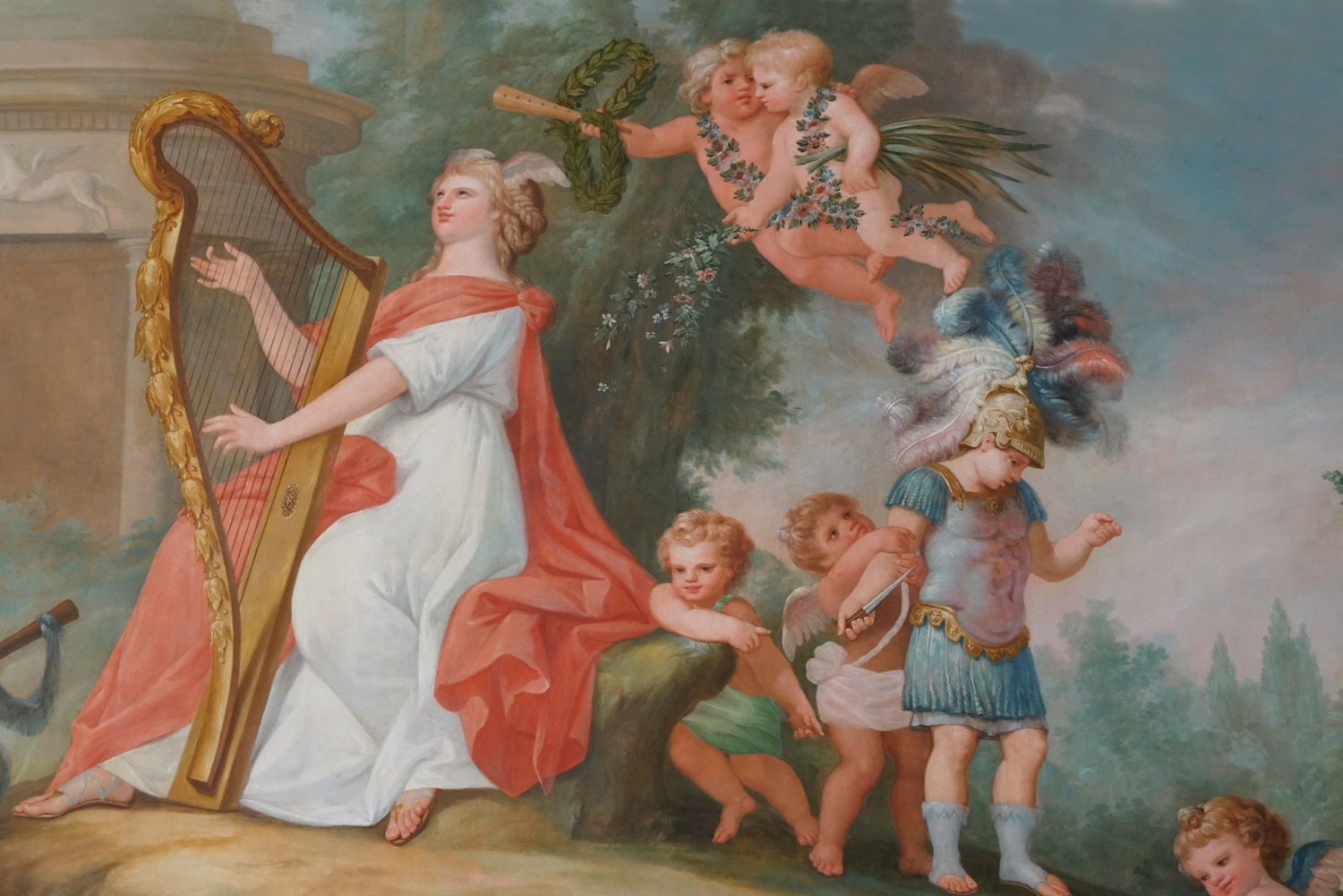
Dipinto murale della sala Academia di Cirilo Volkmar Machado.

L'interno è decorato secondo motivi pittorici che rimandano a culture esotiche e a riferimenti culturali ispirati dalla cultura classica. Nel palazzo sono presenti affreschi di Cirilo Volkmar Machado e tele del XVIII e XIX secolo, che integrano le sale tematiche nel palazzo, come la sala dell'Accademia, la sala di Venere o la sala cinese.
La struttura di base era disposta a forma di L, con il corpo principale orientato in direzione nord-sud, quindi verticale rispetto al fiume Tago, mentre il corpo minore della struttura era a sua volta rivolto verso il fiume, così come la strada pubblica. Nella parte interna della struttura a L c'era un cortile, contenuto da altre costruzioni più modeste. Il cortile era situato al livello superiore della strada e vi si poteva accedere attraverso una rampa che passava sotto il corpo più corto della struttura.
La costruzione della parte principale del palazzo, il corpo più grande della struttura a forma di L, venne condizionata dalla presenza del complesso già esistente formato dall'ala occidentale. La sezione principale sul viale venne raddoppiata formando una facciata di 11 aperture divise in 2 livelli: piano terra e piano nobile. Allo stesso modo, nel progetto di ricostruzione è stato mantenuto anche il patio sul livello superiore con dimensioni simili, con solo piccole correzioni necessarie per mantenere la simmetria.
A livello del suolo, nel corpo della facciata, fu inserito un grande salone, da cui si sviluppava una scala che conduceva a una sala da ballo aperta, che dominava lo stesso patio. Sul lato est è stata proposta un'altra sezione principale simmetricamente disposta a quella già esistente. Sfruttando la pendenza in modo magistrale, questo nuovo edificio ha consentito l'accesso direttamente nel patio attraverso una rampa, oggi conosciuta come Calçada do Duque de Lafões.
A nord del patio centrale, sorgeva un'altra nuova sezione principale. Al di là di questa, si trovavano i giardini disposti a gradoni sulla collina. Allo stesso livello e collegato a questa sala, si trovava un'ampia superficie, presumibilmente destinata a diventare una biblioteca.
In contrapposizione alla tradizione di altri palazzi di Lisbona del tempo, il progetto del Palácio do Grilo è caratterizzato da un'idea dell'architettura come esercizio teorico di stile, riprendendo le tendenze più avanzate allora presenti in Europa.

## Stato attuale
Agli inizi del XIX secolo l'intento di completare il palazzo viene abbandonato. La sezione principale al primo piano, costruita agli inizi del XX secolo e oggetto di numerosi cambiamenti, integra strutture di laterizi sostenute da una struttura metallica e segue una forma regolare con la struttura principale costituita da pareti in muratura e pilastri in ghisa a supporto delle travi di acciaio. Nel 2011 il palazzo è stato dichiarato Monumento di interesse pubblico (MIP).
Il palazzo, rimasto proprietà dei duchi di Lafões sino al 2018, è stato acquistato dal francese Julien Labrouse che lo ha trasformato in un teatro per spettacoli, con ristorante e bar.
Nel 2022, il Palais è stato ristrutturato dall'architetto Julien Labrousse, e nel 2023 il progetto è stato insignito del Premio Versailles, il Premio Mondiale UNESCO per l'Architettura e il Design.

## Edifici
L'accesso all'interno è reso possibile da una scalinata di 18 scalini di pietra rivestiti con piastrelle smaltate (azulejos) della fine del 18º secolo in blu e bianco raffiguranti scene mitologiche e galanti (Diana e Atteone); nella parte superiore vi sono 3 porte, con tappezzerie in velluto color carminio con stemmi, sormontate da pannelli piastrellati del XIX secolo in blu e in bianco, rifiniti con gli stemmi araldici delle case Lafões, Cadaval e Marialva.
- Sala de Jantar: (sala da pranzo): pavimento primitivo, piastrellato in cotto; battiscopa di azulejos del XVII secolo; pareti e soffitto lisci (dopo il restauro); ritratti di personaggi della famiglia e uno raffigurante Elisabetta Farnese.
- Sala de Estar (sala dei ricevimenti): restaurata a metà del XX secolo, con lesene doriche scanalate e incastonate nelle pareti; vani delle pareti rivestiti in seta; una grande nave di marmo italiano, su una nicchia nella parte superiore; ritratti di D. Pedro II e D. Giovanni V.
- Atrio: apertura dall'estremità del cortile, con il soffitto (restaurato) in gesso liscio e ovali lisci; il contorno superiore delle pareti, con ghirlande sospese, conci di piastrelle policrome, nello stile della Basilica da Estrela; pavimento piastrellato in terracotta.
- Sala dos Óculos: accessibile attraverso il cancello centrale, a pianta quadrata (originariamente rettangolare) con 10 aperture.
- Cappella: di pianta rettangolare con arco di trionfo in pietra, che divide lo spazio a metà; 4 porte in legno dorato a livello del suolo (2 nella cappella principale, 2 nella navata centrale).
- Sala do Duque (sala del Duca): di pianta rettangolare con pavimento in legno e porta decorata con pittura prospettica; il soffitto presenta dipinti ornamentali di grandi feste, ghirlande di fiori e, sopra le porte comunicanti, frontoni con putti.
- Sala da Academia (sala dell'Accademia): di pianta rettangolare con 8 aperture e pavimento in legno con soffitto a stucco e pareti dipinte con decorazioni policrome di fine '700.
- Sala Chinesa (sala cinese): di pianta quadrata con pavimento in legno, presenta 5 pozzi e pareti in gesso con dipinti in stile neoclassico raffiguranti cammei, figure femminili incorniciate, ghirlande di fiori e festoni con uccelli e oggetti vari.
- Sala de Vénus (sala di Venere): di pianta quadrata con pavimento in legno, 6 aperture con porte dipinte con motivi floreali, pareti in gesso dipinte con delicati motivi ornamentali, soffitto con grande ovale centrale e pittura incorniciata raffigurante Venere che emerge dalle acque sostenuta da due tritoni.
- Picadeiro (arena): di pianta quadrata, situata sul lato est della Sala dos Óculos.

## Galleria d'immagini

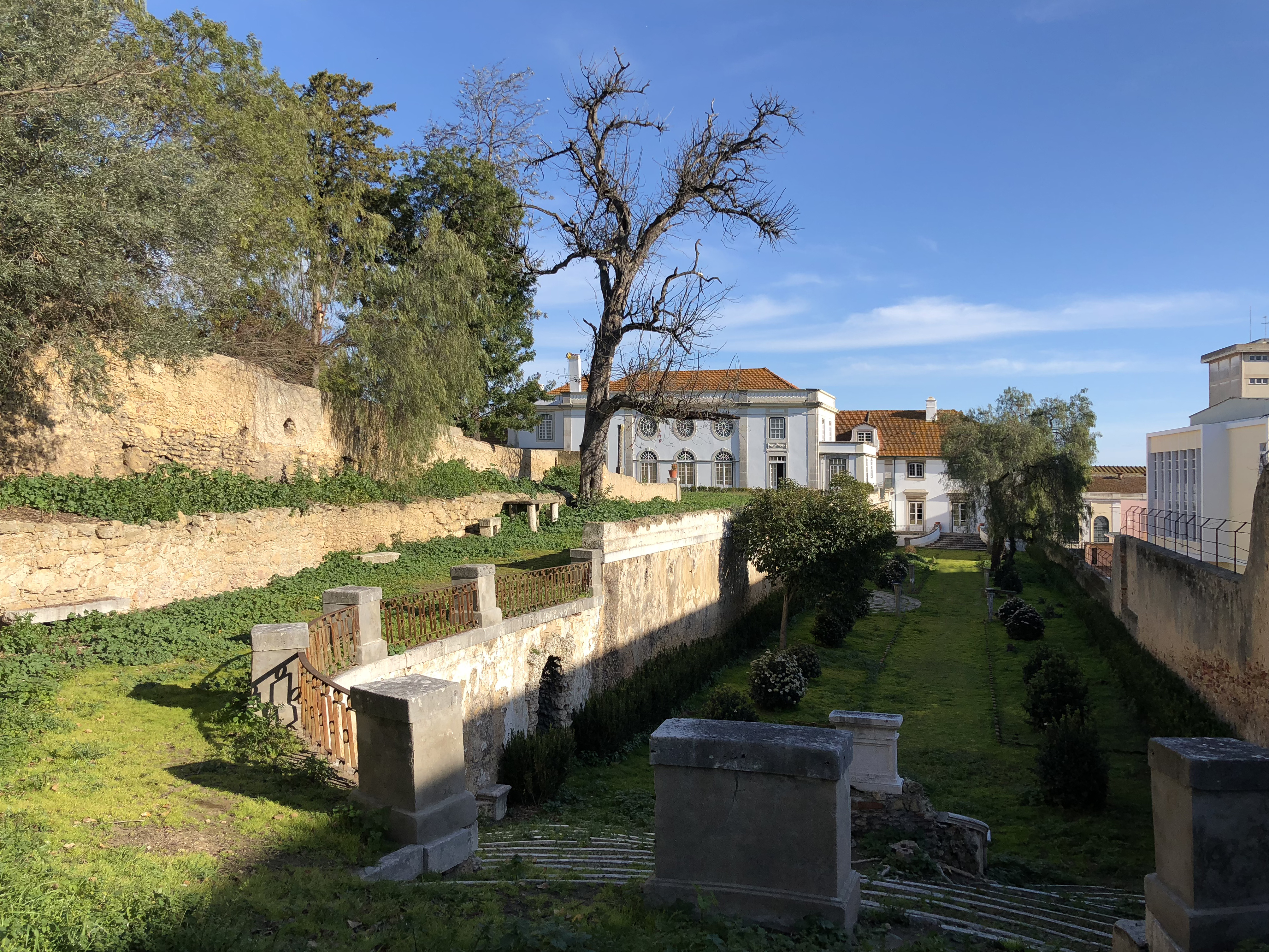
Giardino
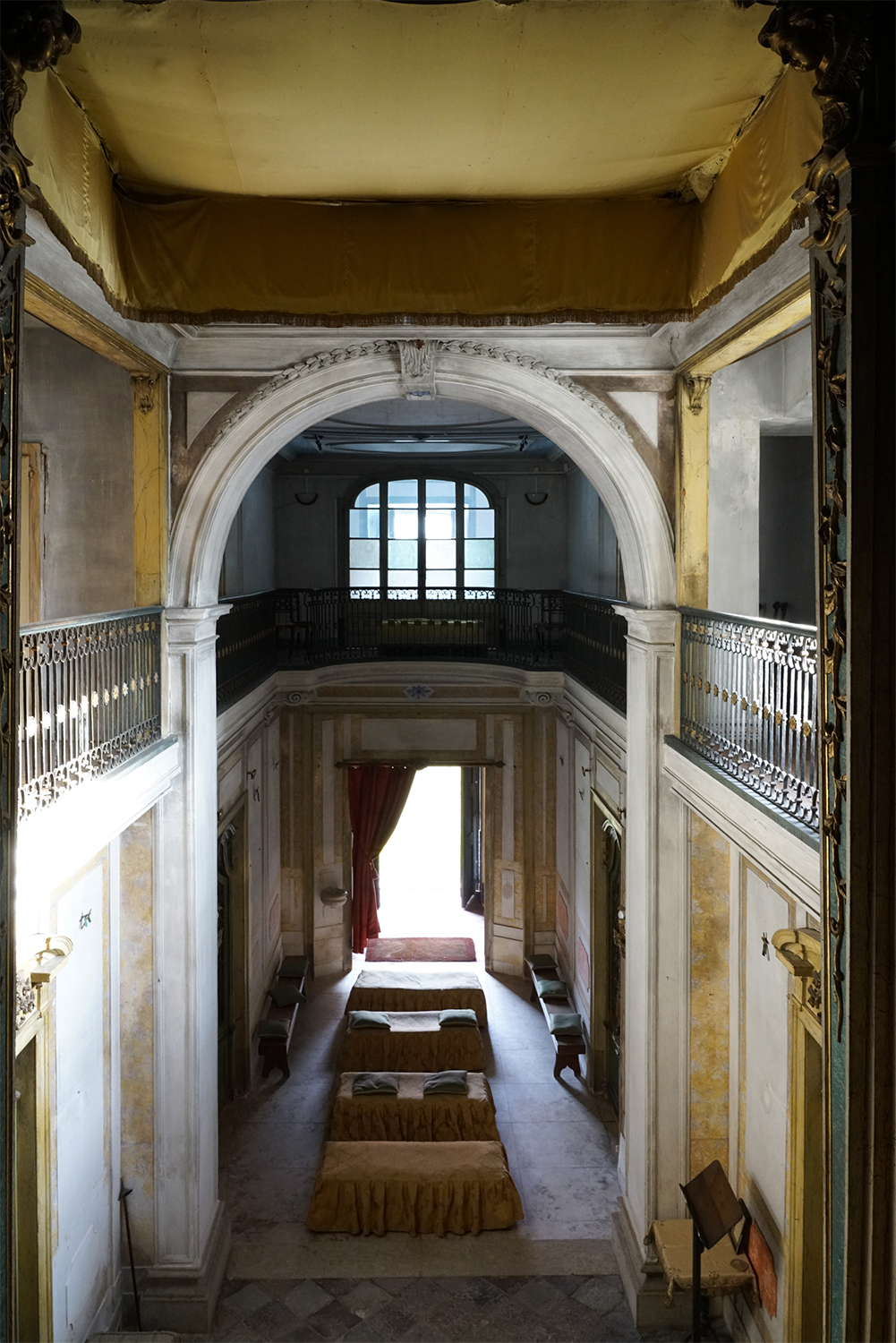
Cappella
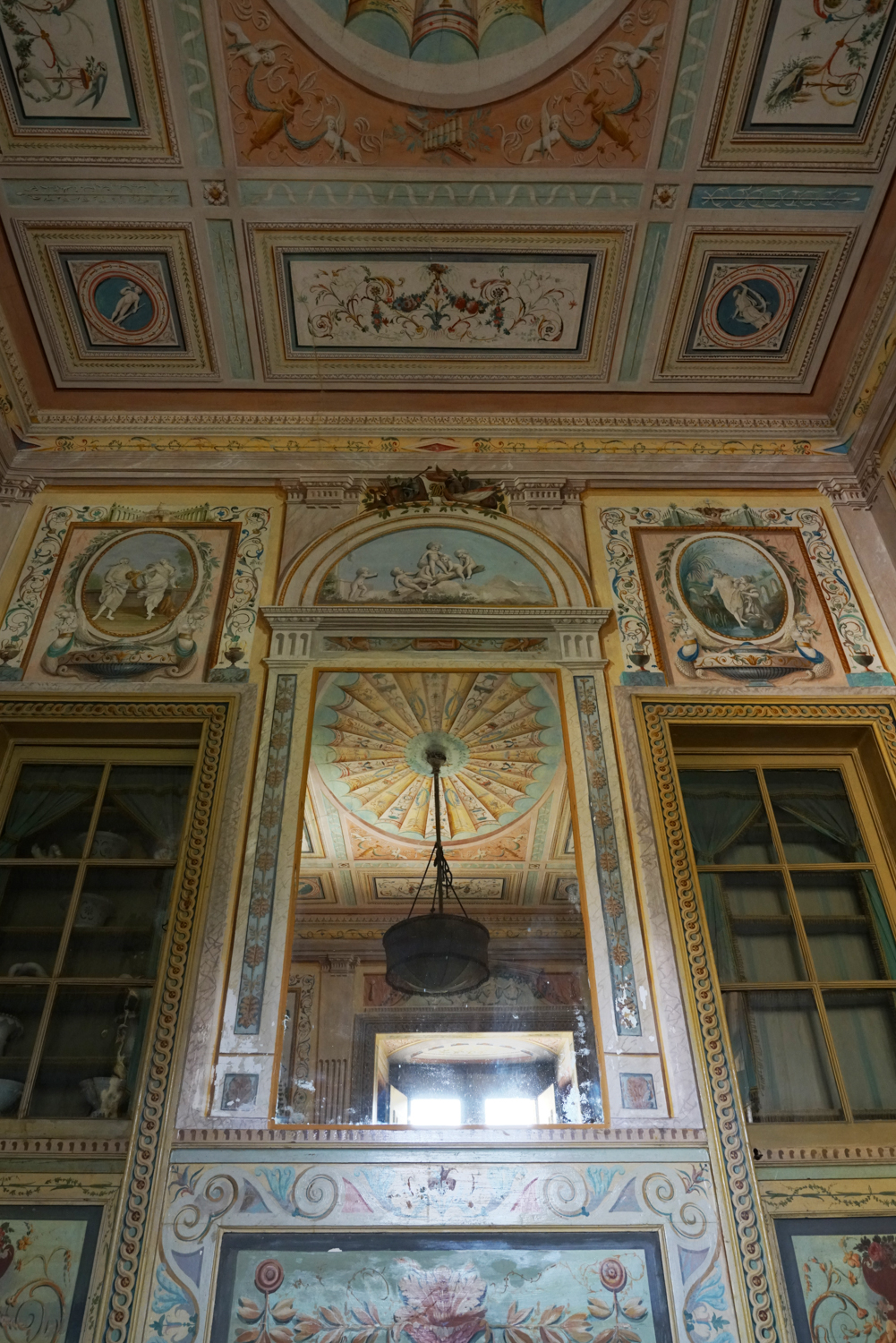
Sala Chinesa
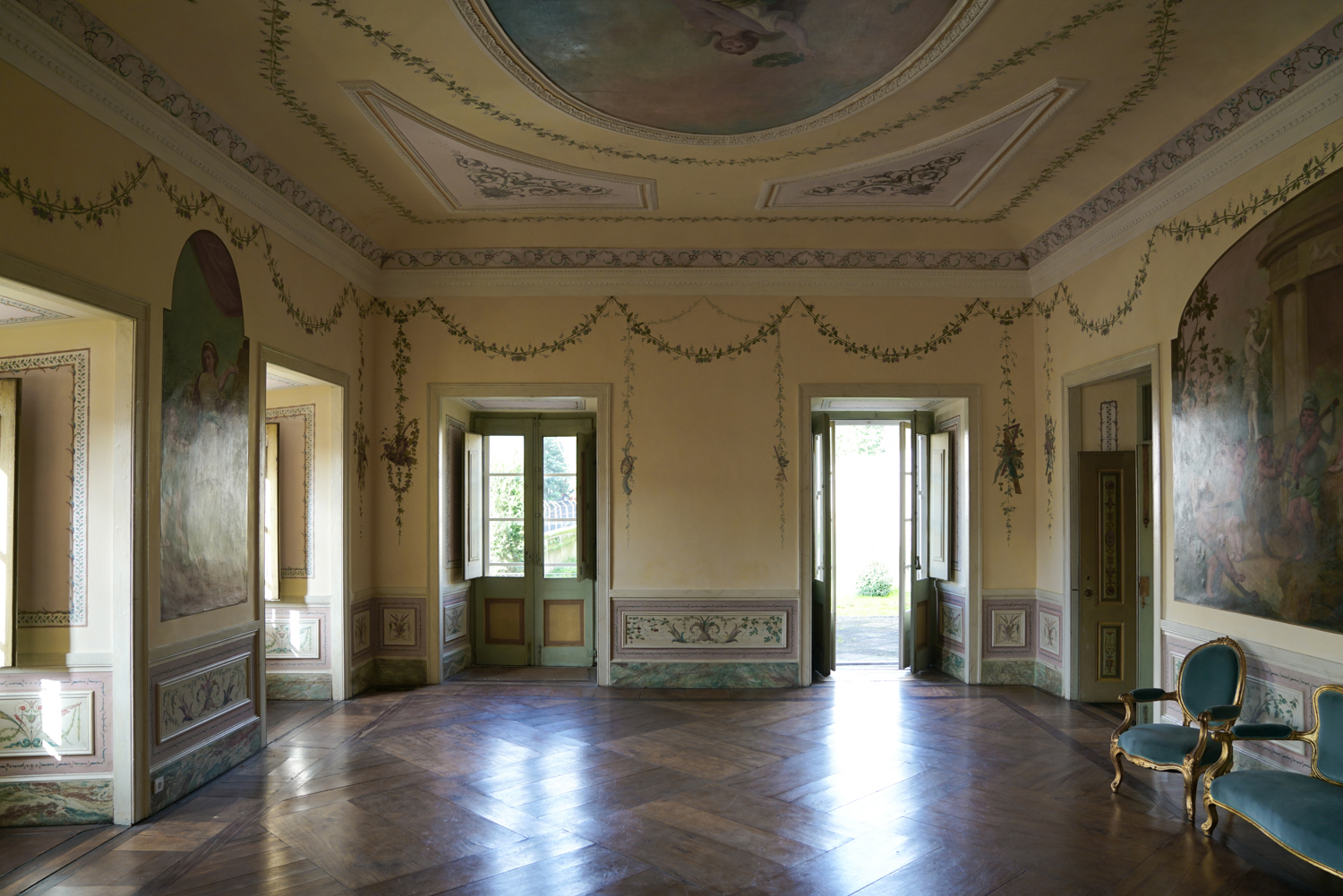
Sala da Academia
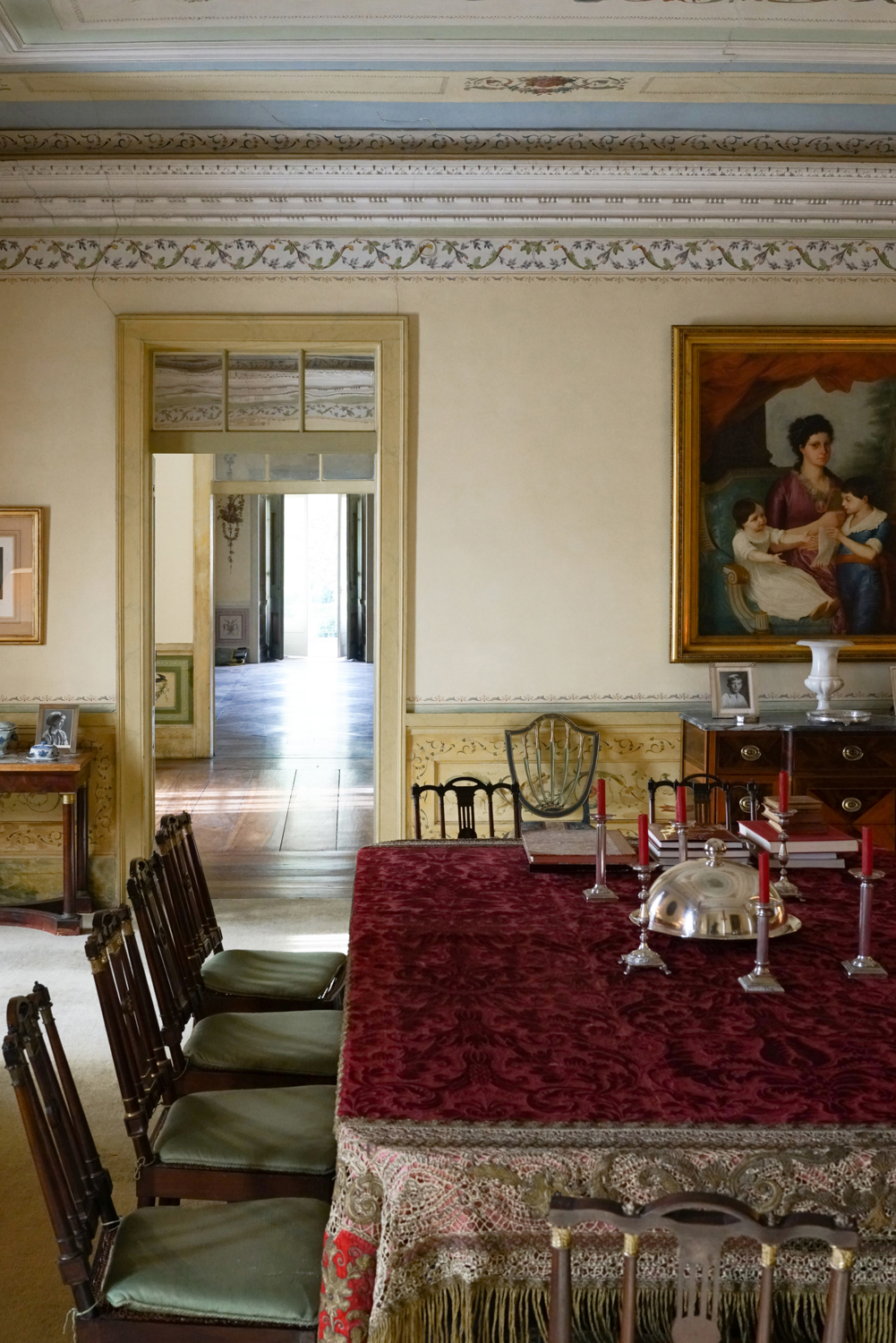
Sala de Vénus
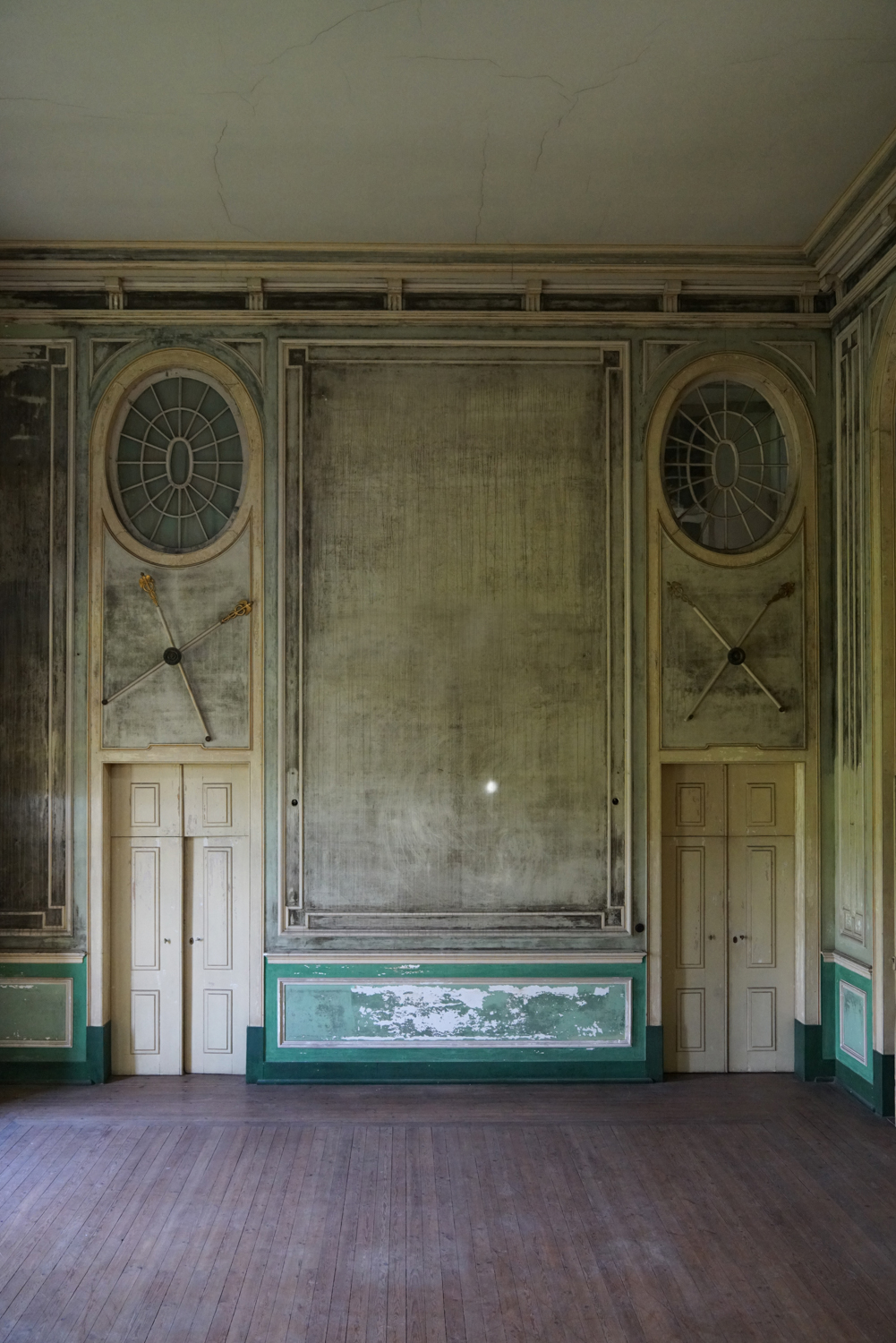
Sala dos Óculos
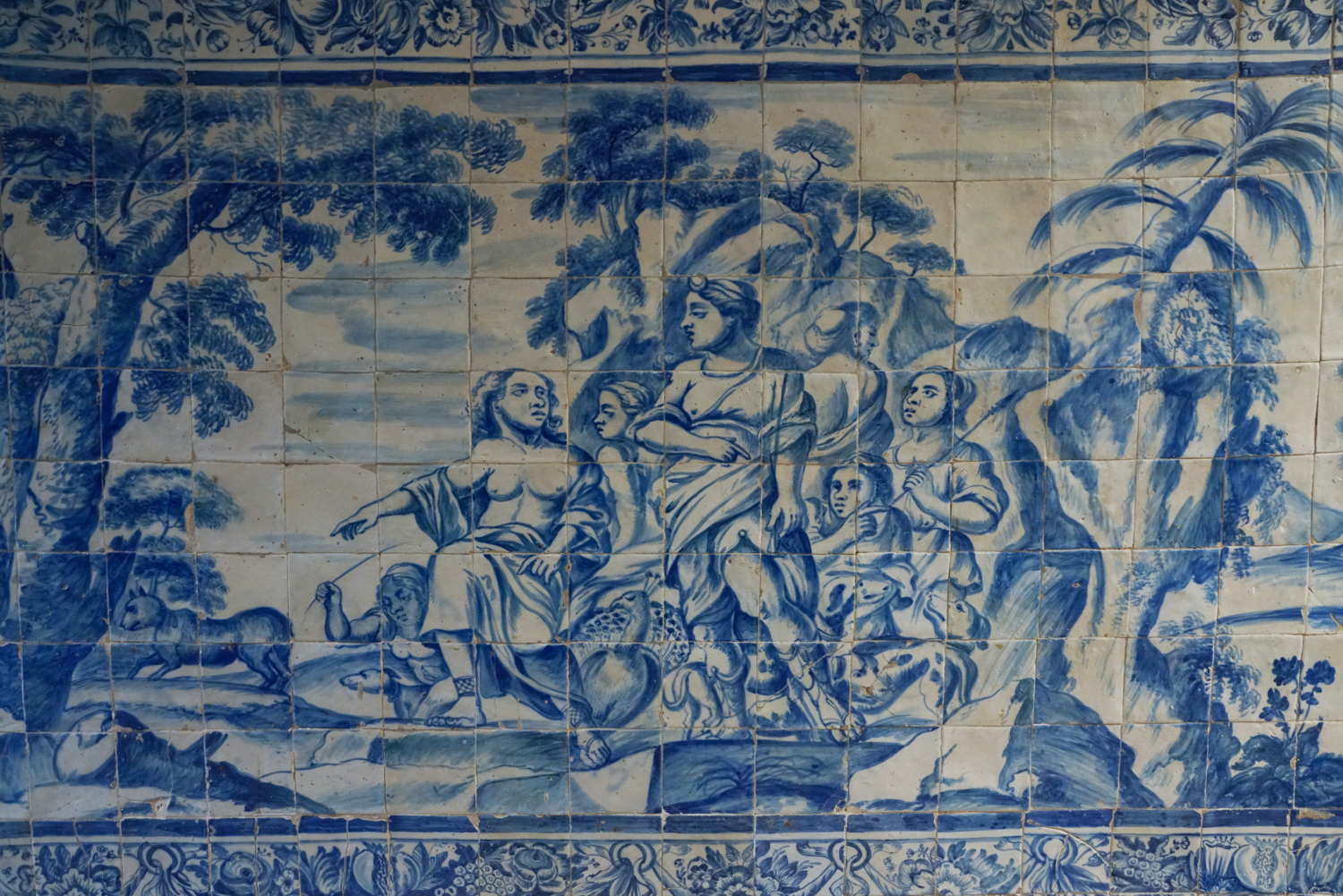
Azulejos